# Universal CityWalk
Universal CityWalk é uma area livre sem custo do Universal Orlando Resort que se dedica especialmente ao varejo e a lazer dos visitantes. Também possui um conglomerado de restaurantes e estacionamentos  a entrada é totalmente free só se paga pelo estacionamento e embora esteja ao lado do parque é um complexo totalmente livre para todos os turistas. muito utilizado para comer e beber .Outros CityWalks famosos são o do Universal Studios Japan em Osaka e o do Universal Studios Hollywood. 

## Restaurantes
- Buca di Beppo
- Bubba Gump Shrimp Company
- Hard Rock Café
- Subway